# Saison 1989-1990 du Paris Saint-Germain
Maillots
Chronologie
Saison précédente Saison suivante
La saison 1989-1990 du Paris Saint-Germain est la 20e saison de son histoire et la 17e en première division.

## Compétitions

### Championnat
La saison 1989-1990 de Division 1 est la cinquante-deuxième édition du Championnat de France de football. La division oppose vingt clubs en une série de trente-huit rencontres. Les meilleurs de ce championnat se qualifient pour les coupes d'Europe que sont la Coupe des clubs champions européens (le vainqueur), la Coupe UEFA (les deux suivants) et la Coupe des vainqueurs de coupe (le vainqueur de la Coupe de France). Le Paris Saint-Germain participe à cette compétition pour la dix-septième fois de son histoire et la seizième fois de suite depuis la saison 1974-1975.

#### Classement final
Le Paris Saint-Germain termine cinquième avec 18 victoires, 6 matchs nuls et 14 défaites. Une victoire rapportant deux points et un match nul un point, le PSG totalise donc 42 points. Avec 50 buts marqués, le PSG est la troisième meilleure attaque.

### Coupe de France
La Coupe de France 1989-1990 est la 73e édition de la Coupe de France, une compétition à élimination directe mettant aux prises tous les clubs de football amateurs et professionnels à travers la France métropolitaine et les DOM-TOM. Elle est organisée par la FFF et ses ligues régionales.
C'est le Montpellier HSC qui remportera cette édition de la Coupe de France en battant le Racing Paris 1 sur le score de deux buts à un (après prolongation).

### Coupe de l'UEFA
Avec sa 2e place obtenue en championnat la saison passée, le Paris Saint-Germain participe à l'édition 1989-1990 de la Coupe de l'UEFA et commence son parcours en trente-deuxièmes de finale en éliminant le club finlandais du FC Lahti. 
Le tirage du tour suivant est difficile : en seizièmes de finale, les Parisiens héritent de la Juventus, futur vainqueur de la compétition, et se font logiquement éliminer (défaite 0-1 au match aller au Parc des Princes puis nouvelle défaite 2-1 au match retour à Turin).